# Отертејл (Минесота)
Отертејл (енгл. Ottertail) град је у америчкој савезној држави Минесота.

## Демографија
По попису из 2010. године број становника је 572, што је 121 (26,8%) становника више него 2000. године.
| Група             | 2000.       | 2010.       |
| Белци             | 449 (99,6%) | 561 (98,1%) |
| Афроамериканци    | 0 (0,0%)    | 0 (0,0%)    |
| Азијати           | 0 (0,0%)    | 0 (0,0%)    |
| Хиспаноамериканци | 0 (0,0%)    | 5 (0,9%)    |
| Укупно            | 451         | 572         |